# Aéroport Franjo-Tuđman de Zagreb
L'aéroport Franjo-Tuđman de Zagreb (code IATA : ZAG • code OACI : LDZA) est un aéroport mixte civil et militaire (base aérienne 91 Zagreb-Pleso). Il est situé à 17 km au sud-est de Zagreb, près de la ville de Velika Gorica.
L'aéroport de Zagreb est la principale plate-forme de correspondance de la compagnie aérienne croate Croatia Airlines.

## Situation
| \| 50 km1:1 970 000 \| Zagreb-Pleso Brač Dubrovnik Osijek Pula Rijeka Split Zadar |
| 50 km1:1 970 000                                                                  |

## Histoire
- terrain auxiliaire et non préparé au milieu de la Seconde Guerre Mondiale, le site de Pleso est aménagé par la Luftwaffe et devint l'une de ses bases aériennes dans les environs de Zagreb à partir de l'été 1943. L
- Les premières unités de la Luftwaffe (essentiellement des formations d'attaque au sol et de reconnaissance) y furent affectées au printemps 1944. Jusqu'à la fin de la guerre, Pleso eut aussi une importante fonction de transit, permettant l'approvisionnement et le déplacement des troupes allemandes dans les Balkans. A ce titre, il fut attaqué à plusieurs reprises en 1945 par des partisans yougoslaves.
- Employé après guerre par la force aérienne de l’Armée populaire yougoslave, il est ouvert au trafic civil depuis 1947[1],
- L'aéroport de Zagreb débuta ses activités le 20 avril 1962, avec un terminal passagers d'une surface de 1 000 m2 et une piste en béton d'une longueur de 2 500 m.
- En 1974, l'aéroport fut fermé pendant deux mois pour travaux, l'équipement de radio-navigation fut modernisé, la piste reconstruite et portée à 3 250 m.
- En 1979, l'aéroport enregistra un trafic de 1 910 000 passagers.
- Face à l'augmentation du trafic, une nouvelle phase d'extension en 1984 porta la surface du terminal passagers à 11 000 m2.
- À partir de l’indépendance de la Croatie, elle est la principale base des Forces de l'armée de l'air et de défense aérienne de la république de Croatie.
- En 2004, l'aéroport s'équipa d'un système ILS CAT-IIIb.
- En 2007, l'aéroport de Zagreb enregistra un trafic de 1 992 455 passagers.

## Statistiques de trafic passagers

### En graphique
Pour des raisons techniques, il est temporairement impossible d'afficher le graphique qui aurait dû être présenté ici.

Voir la requête brute et les sources sur Wikidata.

### Zoom sur l'impact du covid de 2019-2020
Pour des raisons techniques, il est temporairement impossible d'afficher le graphique qui aurait dû être présenté ici.

Voir la requête brute et les sources sur Wikidata.

### En tableau
| Année | Passagers | Cargo (t) |
| ----- | --------- | --------- |
| 2005  | 1 551 519 | 12 492    |
| 2006  | 1 728 414 | 10 393    |
| 2007  | 1 992 455 | 12 564    |
| 2008  | 2 192 453 | 12 697    |
| 2009  | 2 062 242 | 10 065    |
| 2010  | 2 071 561 | 8 156     |
| 2011  | 2 319 098 | 8 012     |
| 2012  | 2 342 309 | 8 133     |
| 2013  | 2 300 231 | 7 699     |
| 2014  | 2 430 971 | 8 855     |
| 2015  | 2 587 798 | 9 225     |
| 2016  | 2 776 087 | 10 074    |
| 2017  | 3 092 047 | 11 719    |

## Aéroport
- En 2007, avec 1 992 455 passagers, 21 629 rotations d'avions et 11 251 tonnes de marchandises transportées, l'aéroport de Zagreb est quant au trafic le premier aéroport de Croatie.

- Un nouveau terminal est prévu pour 2011, il devrait occuper une surface de 65 000 m2 et avoir une capacité annuelle de 3,3 millions de passagers. La construction d'une seconde piste est également à l’étude.

## Base aérienne
Le commandement de l'aviation militaire et la défense aérienne croates est situé sur l'aéroport de Zagreb – Pleso.
La partie militaire comprend :
- Base aérienne 91 Zagreb – Pleso
  - 21e escadrille d’avions de chasse - MiG-21 bis/bisK/UMD puis à partir du 25 avril 2024 de Dassault Rafale
  - 27e escadrille d’avions de transport - An-32B, PA-31P, Cessna R.172K, Cessna T210N
  - 28e escadrille d’hélicoptères de transport - Mi-8 MTV-1
  - unité de transport des personnalités - Canadair CL604

## Compagnies et destinations

### Passagers
| Compagnies            | Destinations |
| --------------------- | --- |
| Aegean Airlines       | Athènes E.-Venizélos |
| Air France            | Paris-Charles de Gaulle |
| Air Serbia            | Belgrade-Nikola-Tesla |
| Air Transat           | En saison : Toronto (Pearson) |
| Austrian Airlines     | Vienne-Schwechat |
| British Airways       | Londres-Heathrow |
| Croatia Airlines      | - Amsterdam, - Bruxelles-National, - Copenhague-Kastrup, - Dubrovnik, - Francfort, - Londres-Heathrow, - Munich-F. J. Strauß, - Paris-Charles de Gaulle, - Pula, - Rome Léonard-de-Vinci/Fiumicino, - Sarajevo-Butmir, - Skopje, - Split, - Vienne-Schwechat, - Zadar, - Zurich En saison : Athènes E.-Venizélos, Barcelone-El Prat, Brač, Dublin, Tel Aviv - Ben Gourion |
| El Al                 | En saison : Tel Aviv - Ben Gourion |
| Eurowings             | Cologne/Bonn-K. Adenauer, Stuttgart En saison : Düsseldorf |
| Finnair               | En saison: Helsinki-Vantaa |
| flydubai              | Dubaï |
| Freebird Airlines     | En saison charter: Antalya |
| Iberia                | Madrid-Barajas |
| Israir Airlines       | En saison : Tel Aviv - Ben Gourion |
| KLM                   | Amsterdam |
| LOT Polish Airlines   | Varsovie-Chopin |
| Lufthansa             | Francfort, Munich-F. J. Strauß |
| Norwegian Air Shuttle | En saison : Copenhague-Kastrup |
| Qatar Airways         | Doha-Hamad |
| Ryanair               | - Bâle-Mulhouse, - Bergame-Orio al Serio, - Charleroi Bruxelles-Sud, - Dublin, - Eindhoven, - Göteborg, - Francfort-Hahn, - Karlsruhe/Baden-Baden, - Londres-Stansted, - Malaga-Costa del Sol, - Malte, - Manchester, - Memmingen, - Naples-Capodichino, - Paphos, - Paris-Beauvais, - Podgorica, - Rome Léonard-de-Vinci/Fiumicino, - Sandefjord-Torp, - Sofia-Vrajdebna, - Weeze En saison: - Bratislava-M. R. Štefánik, - Brindisi Papola/Casale, - Corfou-I. Kapodístrias, - Kos, - Malmö, - Thessalonique-Makedonía |
| Trade Air             | Osijek, Pula, Split, Zadar |
| Tunisair              | En saison charter: Monastir |
| Turkish Airlines      | Istanbul |
| Vueling               | En saison : Barcelone-El Prat |

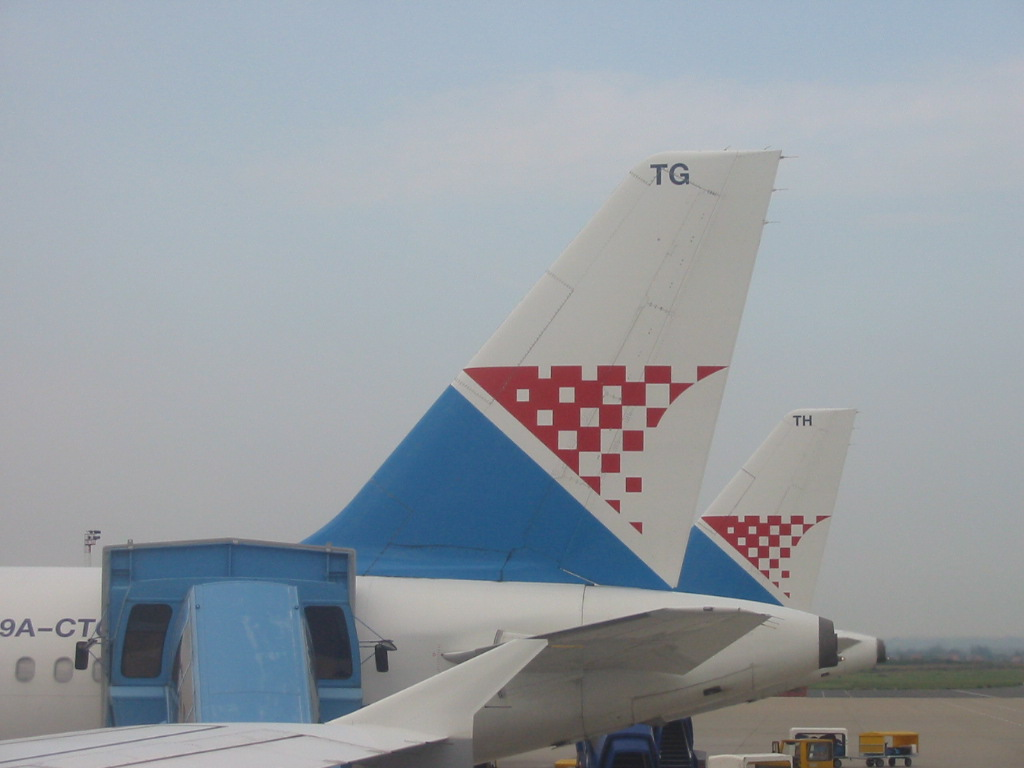
L'aéroport de Zagreb - Pleso est la principale plate-forme de correspondance de la compagnie Croatia Airlines.

Édité le 10/04/2018  Actualisé le 18/02/2023

### Cargo
| Compagnies                                      | Destinations            |
| ----------------------------------------------- | ----------------------- |
| Solinair                                        | Ljubljana, Sarajevo     |
| Trade Air                                       | Ljubljana, Sarajevo     |
| Qatar Airways Cargo                             | Doha                    |
| MNG Airlines                                    | Istanbul-Atatürk        |
| UPS Airlines opéré par ASL Airlines Switzerland | Cologne/Bonn, Ljubljana |

Note : au 5 mars 2016